# عوض‌آباد (دامغان)
عوض‌آباد روستایی در دهستان قهاب صرصر بخش امیرآباد شهرستان دامغان استان سمنان ایران است.

## جمعیت
بر پایه سرشماری عمومی نفوس و مسکن در سال ۱۳۹۵ جمعیت این مکان ۱۰ نفر (۵خانوار) بوده‌است.